# 国鉄ホキ8800形貨車
国鉄ホキ8800形貨車（こくてつホキ8800がたかしゃ）は、かつて日本国有鉄道（国鉄）、後に日本貨物鉄道（JR貨物）に車籍編入されていた、35t積の生石灰専用私有貨車（ホッパ車）である。

## 概要
生石灰専用ホッパ車初の35t積車であり、ホキ4700形の後継形式として1967年（昭和42年）12月25日から1974年（昭和49年）6月17日にかけて、6ロット31両（ホキ8800 - ホキ8827、ホキ18800 - ホキ18802）が富士重工業、新潟鐵工所、日本車輌製造の3社で製造された。
私有貨車で本形式の他に生石灰を専用種別とする形式は、タキ11350形（30両）、ホキ4400形（51両）、ホキ4700形（59両）、ホキ7000形（25両）の4形式がある。
落成時の所有者は吉沢石灰工業、奥多摩化工（社名はその後奥多摩工業に変更）、鉄興社の3社であった。
1975年（昭和50年）5月6日に鉄興社所有車8両（ホキ8818 - ホキ8825）が東洋曹達工業に、1982年（昭和57年）5月29日に奥多摩工業所有車1両（ホキ8816）、東洋曹達工業所有車2両（ホキ8826 - ホキ8827）の合計3両が河合石灰工業にそれぞれ名義変更された。
1984年（昭和59年）12月7日から1986年（昭和61年）8月30日にかけて河合石灰工業所有車3両（ホキ8816、ホキ8826 - ホキ8827）、吉沢石灰工業所有車5両（ホキ8802、ホキ8804 - ホキ8805、ホキ8807、ホキ8809）、奥多摩工業所有車4両（ホキ8817、ホキ18800 - ホキ18802）が古田石灰工業所に名義変更された。
1979年（昭和54年）10月に制定された化成品分類番号では、「94」（有害性物質、禁水指定のもの）が標記された。
荷降ろしは、車体の両側下部にある開き戸から行う。作業性改善のために自動開閉装置を装備しており、ホキ8800 - ホキ8827は電気式、ホキ18800 - ホキ18802は油圧式である。
塗色は黒、寸法関係は全長は11,800mm、全幅は2,734mm、全高は3,471mm、台車中心間距離は7,700mm、実容積は37.2m3、自重は18.0t、換算両数は積車5.5、空車1.2、台車は、ホキ8800 - ホキ8825がTR41C、ホキ8826, ホキ8827, ホキ18800 - ホキ18802がTR41Eである。
1984年（昭和59年）から廃車が開始され、1987年（昭和62年）4月の国鉄分割民営化に際しては17両がJR貨物に車籍編入されたが、1992年（平成4年）3月に最後まで在籍した3両（ホキ8816、ホキ8826 - ホキ8827）が廃車となり同時に形式消滅となった。

### 年度別製造数
各年度による製造会社と両数、所有者は次のとおりである。（所有者は落成時の社名）
- 昭和42年度 - 10両
  - 富士重工業 10両 吉沢石灰工業（ホキ8800 - ホキ8809）
- 昭和44年度 - 8両
  - 新潟鐵工所 6両 吉沢石灰工業（ホキ8810 - ホキ8815）
  - 新潟鐵工所 2両 奥多摩化工（ホキ8816 - ホキ8817）
- 昭和47年度 - 8両
  - 富士重工業 8両 鉄興社（ホキ8818 - ホキ8825）
- 昭和48年度 - 3両
  - 日本車輌製造 3両 奥多摩化工（ホキ18800 - ホキ18802）
- 昭和49年度 - 2両
  - 富士重工業 2両 鉄興社（ホキ8826 - ホキ8827）